# Hermann Paul (lingüista)
No confondre amb el pintor Hermann-Paul (1864-1940)
Hermann Otto Theodor Paul (Salbke, Magdeburg, 7 d'agost de 1846 – Múnic, 29 de desembre de 1921) fou un lingüista i lexicògraf alemany. Va ser un dels fundadors de la neogramàtica.

## Vida
Hermann Paul va néixer en una família humil en el poble de Salbke, avui convertit en un barri de Magdeburg. El 1859 va iniciar els estudis secundaris en una institució religiosa de Magdeburg. El 1866 va emprendre els estudis universitaris a la Universitat de Berlin, amb Heymann Steinthal. En el semestre d'estiu de 1867 es va traslladar a Leipzig, on va entrar en contacte amb Curtius i Leskien i on es va doctorar el 1870 amb una tesi dirigida per Friedrich Zarncke. L'octubre de 1872 es va habilitar amb una tesi sobre el Tristany ("Zur Kritik und Erklärung von Gottfrieds Tristan"). En 1874 va esdevenir professor associat de llengua i literatura alemanyes a la Universitat de Friburg i el 1877 va ser nomenat catedràtic. El 1888 va rebutjar una oferta de càtedra a Gießen.
El 1892 va ser nomenat membre estranger de l'Acadèmia de Ciències de Baviera i l'any següent es va convertir en membre de ple dret d'aquesta societat científica.
El 1893 va acceptar el nomenament catedràtic de Filologia Alemanya de la Universitat de Múnic com a successor de Matthias Lexer, i el 1909 es va convertir en rector d'aquesta universitat. Des de 1864, va patir d'una malaltia ocular que el va dur a una ceguesa total més tard. Per això va abandonar la docència i va haver de ser ajudat per col·laboradors.

## Obra
Paul és un dels fundadors i màxims exponents de l'escola neogramàtica i és una de les personalitats més rellevants per la recerca en història de la lingüística alemanya. La seva obra més important és Prinzipien der Sprachgeschichte ("Principis d'història lingüística") (Halle: Max Niemeyer, 1a. ed. 1880; 3a. ed. 1898).
Poc després de la seva habilitació, va publicar amb Wilhelm Braune els primers números de la revista Beiträge zur Geschichte der deutschen Sprache und Literatur. Paul era medievalista de formació i va editar textos en antic alt alemany, per exemples les obres de Hartmann von Aue o les poesies de Walther von der Vogelweide. El 1881 va escriure una gramàtica de l'alt alemany mitjà, que fou un manual molt usat i s'ha reeditat fins a l'actualitat (vegeu bibliografia de publicacions), i inicià una col·lecció on es publicaren textos alemanys antics.
A partir dels anys 80 del segle xix es dedicà cada cop més a la lingüística, també de la llengua contemporània. Amb les seves obres principals, Prinzipien der Sprachgeschichte, Deutsche Grammatik (1916-1920) i el Deutsches Wörterbuch (1897) va contribuir decisivament a l'evolució de la lingüística del seu temps.

## Publicacions
- Gab es eine mittelhochdeutsche Schriftsprache? (“"Va existir una llengua escrita per l'alemany mitjà?" 1873)
- Zur Lautverschiebung (1874)
- Kritische Beiträge zu den Minnesingern ("Contribucions crítiques als Minnesänger" 1876)
- Zur Nibelungenfrage ("Sobre la problemàtica del Nibelung 1877)
- Prinzipien der Sprachgeschichte (1880)
- Mittelhochdeutsche Grammatik ("Gramàtica de l'alt alemany mitjà" 1881; 25a edició, 2007)
- Grundriss der germanischen Philologie, editor ("Bases de la filologia alemanya" 1891-93)
- Deutsches Wörterbuch (1897)
- Aufgabe und Methode der Geschichtswissenschaften ("Funció i mètode de les ciències històriques" 1920)
- Deutsche Grammatik (1916-1920)